# Динамо (хоккейный клуб, Рига, 2008)
«Дина́мо» (латыш. Hokeja klubs „Dinamo” Rīga) — профессиональный латвийский хоккейный клуб из Риги. Основан 7 апреля 2008 года, до 2022 года выступал в Континентальной хоккейной лиге.

## История хоккея с шайбой в Риге
Хоккейные традиции в Латвии восходят к началу XX века. Именно в Риге в 1908 году состоялся первый матч по «канадскому хоккею» на территории Российской империи между местными командами «Унион» и Стрелкового парка. В сезоне 1930/1931 был проведён первый чемпионат Латвии по хоккею с шайбой, в котором приняли участие пять клубов, в том числе рижские «Юнион», «Вандерер» и «Юниверситатес Спорт». Девять раз рижские клубы становились сильнейшими в стране.
В 1946 году для участия в первом чемпионате СССР по хоккею с шайбой была образована команда мастеров «Динамо» (Рига). Клуб неоднократно менял названия, однако дольше всего носил название «Динамо», под которым добился самых серьёзных успехов в своей истории. В 1995 году клуб был расформирован.

## История клуба после возрождения
В 2008 году специально для участия в первом розыгрыше КХЛ была создана команда, получившая название «Динамо» Рига. Новообразованную команду возглавил словацкий специалист Юлиус Шуплер, с которым рижские динамовцы в сезонах 2009/2010 и 2010/2011 доходили до четвертьфиналов кубка Гагарина. По окончании сезона 2010/2011 Юлиус Шуплер был приглашён в качестве главного тренера команды ЦСКА и покинул «Динамо».
В 2010 году рижское «Динамо» провело в Риге выставочную игру с клубом Национальной хоккейной лиги «Финикс Койотс», завершившуюся победой гостей — североамериканского клуба со счетом 1:3.
В 2013 году стала обладателем Кубка Надежды, обыграв в финале хабаровский «Амур».
«Динамо» Рига является одним из самых эффективных клубов КХЛ по использованию средств: его бюджет на 2018 год составил около 12 млн евро, а генеральным партнером клуба со взносом около 10 млн евро является компания Gazprom Export.
9 марта 2022 года из-за вторжения России на Украину команда объявила о выходе из КХЛ.
В сезоне 2022/23 клуб выступал в Высшей лиге чемпионата Латвии по хоккею. Из-за финансовых проблем клуб не выставил заявку на участие в сезоне 2023/2024, но по словам председателя совета директоров «Динамо» Юриса Савицкиса клуб существование не прекратил.

## Результаты выступления в КХЛ
И — количество проведенных игр, В — выигрыши в основное время, ВО — выигрыши в овертайме, ВБ — выигрыши в послематчевых буллитах, ПО — проигрыши в овертайме, ПБ — проигрыши в послематчевых буллитах, П — проигрыши в основное время, О — количество набранных очков, Ш — соотношение забитых и пропущенных голов, РС — место по результатам регулярного сезона
| Сезон   | И   | В   | ВО | ВБ | ПБ | ПО | П   | О   | Ш             | РС | Результаты серий с соперниками в плей-офф                    | Результат в плей-офф                                         |
| ------- | --- | --- | -- | -- | -- | -- | --- | --- | ------------- | -- | ------------------------------------------------------------ | ------------------------------------------------------------ |
| 2008/09 | 56  | 24  | 3  | 2  | 3  | 1  | 23  | 86  | 132-156       | 10 | 0-3 Динамо М                                                 | Проиграли в 1/8 финала                                       |
| 2009/10 | 56  | 23  | 1  | 3  | 4  | 3  | 22  | 84  | 174-175       | 13 | 3-1 СКА, 1-4 ХК МВД                                          | Вышли в 1/4 финала                                           |
| 2010/11 | 54  | 20  | 2  | 5  | 5  | 2  | 20  | 81  | 160-149       | 13 | 4-2 Динамо М, 1-4 Локомотив                                  | Вышли в 1/4 финала                                           |
| 2011/12 | 54  | 20  | 2  | 4  | 7  | 0  | 21  | 79  | 128-135       | 15 | 3-4 Торпедо                                                  | Проиграли в 1/8 финала                                       |
| 2012/13 | 52  | 13  | 2  | 2  | 2  | 2  | 31  | 51  | 109-151       | 24 | -                                                            | В плей-офф не играли; стали обладателями Кубка Надежды       |
| 2013/14 | 54  | 22  | 5  | 6  | 4  | 1  | 16  | 93  | 141-122       | 10 | 3-4 Донбасс                                                  | Проиграли в 1/8 финала                                       |
| 2014/15 | 60  | 22  | 0  | 3  | 3  | 2  | 30  | 77  | 136-160       | 21 | -                                                            | В плей-офф не играли                                         |
| 2015/16 | 60  | 17  | 3  | 5  | 4  | 4  | 27  | 75  | 129-151       | 22 | -                                                            | В плей-офф не играли                                         |
| 2016/17 | 60  | 11  | 3  | 7  | 4  | 1  | 34  | 58  | 116-158       | 28 | -                                                            | В плей-офф не играли                                         |
| 2017/18 | 56  | 9   | 5  | 2  | 5  | 4  | 31  | 50  | 105-153       | 26 | -                                                            | В плей-офф не играли                                         |
| 2018/19 | 62  | 18  | 6  | 2  | 4  | 6  | 26  | 62  | 129-155       | 16 | -                                                            | В плей-офф не играли                                         |
| 2019/20 | 62  | 11  | 5  | 1  | 3  | 4  | 38  | 41  | 103-187       | 23 | -                                                            | В плей-офф не играли                                         |
| 2020/21 | 60  | 5   | 2  | 2  | 3  | 7  | 41  | 28  | 126-211       | 23 | -                                                            | В плей-офф не играли                                         |
| Всего   | 746 | 215 | 39 | 44 | 51 | 37 | 360 | 865 | 1 688 — 2 063 | —  | В плей-офф участвовали 5 раз. Счет (победы/поражения): 15–21 | В плей-офф участвовали 5 раз. Счет (победы/поражения): 15–21 |

## Команда

### Руководство
- Председатель совета — Юрис Савицкис
- Заместитель председателя совета — Армандс Штеинбергс
- Член совета — Эдгарс Заланс и Кристс Фрейбергс
- Генеральный менеджер — Эдгарс Бунцис
- Председатель правления — Гунтис Улманис
- Член правления  — Зигмарс Приеде, Юрий Кузнецов и Владиславс Яшникс

### Тренеры
- Главный тренер — Владимир Крикунов
- Ассистент тренера — Олег Ореховский
- Ассистент тренера — Валерий Кулибаба
- Ассистент тренера — Александр Ниживий
- Тренер вратарей — Эдгарс Лусиньш
- Тренер по физической подготовки — Леонид Дмитриченко

### Обслуживающий персонал
- Начальник команды — Алексей Хромченков
- Главный врач — Арис Айварс
- Врач — Эрикс Дидрихсонс
- Физиотерапевт — Каспарс Якушс и Рудольф Вертулайтис
- Массажисты — Мартиньш Тутанс
- Менеджер по экипировке — Андрис Брицис
- Пресс-атташе — Янис Степитис

## Достижения
- Обладатель Кубка Надежды КХЛ: 2013.
- Обладатель Кубка Латвийской железной дороги (4): 2009, 2012, 2018, 2019.
- Обладатель Davos Hockey Summit: 2018.
- Серебряный призёр Кубка Латвийской железной дороги: 2010, 2013, 2014.
- Серебряный призёр Кубка Этеля-Саймаа[англ.]: 2011.
- Серебряный призёр Кубка Шпенглера: 2011.
- Серебряный призёр Кубка губернатора Нижегородской области: 2012, 2016.
- Серебряный призёр Wingas Cup: 2017
- Серебряный призёр Sochi hockey open: 2019
- Бронзовый призёр Кубка президента Казахстана: 2010.
- Бронзовый призёр Кубка Латвийской железной дороги: 2011.
- Бронзовый призёр «Open Donbass Cup»: 2011.
- Бронзовый призёр Кубка Республики Башкортостана: 2014.

## Капитаны рижского «Динамо»
| Алексей Широков  | 30 июля 2008 — 10 ноября 2008                                                                     |
| Родриго Лавиньш  | 10 ноября 2008 — 27 июля 2009                                                                     |
| Сандис Озолиньш  | 27 июля 2009 — 3 августа 2012                                                                     |
| Гунтис Галвиньш  | 3 августа 2012 — 19 декабря 2012                                                                  |
| Мартиньш Карсумс | 19 декабря 2012 — 20 марта 2013                                                                   |
| Сандис Озолиньш  | 21 августа 2013 — 27 мая 2014                                                                     |
| Георгий Пуяц     | 25 августа 2014 — 9 декабря 2014                                                                  |
| Лаурис Дарзиньш  | с 9 декабря 2014 — 24 июля 2015, 5 августа 2018 — 30 апреля 2019, 2 сентября 2019- 30 апреля 2020 |

## Участники Матча звёзд КХЛ
| Игрок            | Год                     |
| ---------------- | ----------------------- |
| Сандис Озолиньш  | 2010, 2011, 2012, 2014. |
| Марцел Хосса     | 2009, 2010, 2014.       |
| Лаурис Дарзиньш  | 2011, 2019, 2020        |
| Микелис Редлихс  | 2012.                   |
| Мартиньш Карсумс | 2012.                   |
| Крис Холт        | 2012.                   |
| Лукаш Радил      | 2022                    |

## Матчи против клубов НХЛ
| Сезон     | Дата       | Счёт | Команда НХЛ    | Место проведения |
| --------- | ---------- | ---- | -------------- | ---------------- |
| 2010/2011 | 06.10.2010 | 1:3  | Финикс Койотис | Арена Рига       |

## Результативность игроков
Последнее обновление: январь 2021
| Общая |

| Игрок             | Поз | Игр | Шайбы | Передачи | Очки |
| Микелис Редлихс   | Нап | 589 | 120   | 175      | 295  |
| Кристапс Сотниекс | Защ | 575 | 28    | 64       | 92   |
| Гинтс Мейя        | Нап | 552 | 51    | 69       | 120  |
| Лаурис Дарзиньш   | Нап | 543 | 131   | 191      | 322  |
| Кришьянис Редлихс | Защ | 449 | 37    | 99       | 136  |
| Гунтис Галвиньш   | Защ | 416 | 31    | 112      | 143  |
| Андрис Джериньш   | Нап | 387 | 51    | 43       | 94   |
| Микс Индрашис     | Нап | 355 | 100   | 112      | 212  |
| Гунарс Скворцовс  | Нап | 328 | 21    | 28       | 49   |
| Оскарс Цибульскис | Защ | 304 | 16    | 39       | 55   |

| Шайбы |

| Игрок             | Поз | Шайбы |
| Лаурис Дарзиньш   | Нап | 131   |
| Микелис Редлихс   | Нап | 120   |
| Марцел Госса      | Нап | 105   |
| Микс Индрашис     | Нап | 100   |
| Мартиньш Карсумс  | Нап | 62    |
| Гинтс Мейя        | Нап | 51    |
| Андрис Джериньш   | Нап | 51    |
| Александр Ниживий | Нап | 45    |
| Янис Спруктс      | Защ | 42    |
| Марк Хартиган     | Нап | 40    |

| Передачи |

| Игрок             | Поз | Передачи |
| Лаурис Дарзиньш   | Нап | 191      |
| Микелис Редлихс   | Нап | 175      |
| Микс Индрашис     | Нап | 112      |
| Гунтис Галвиньш   | Защ | 112      |
| Александр Ниживий | Нап | 108      |
| Кришьянис Редлихс | Защ | 99       |
| Сандис Озолиньш   | Защ | 84       |
| Марцел Госса      | Нап | 80       |
| Янис Спруктс      | Нап | 73       |
| Гинтс Мейя        | Нап | 69       |

✳  — Статистика приведена с учётом матчей Плей-Офф

## Клубные рекорды

### Регулярный сезон
- Наибольшее количество заброшенных шайб за сезон: Марцел Хосса — 35 (2009/2010)
- Наибольшее количество результативных передач за сезон: Микелис Редлихс — 31 (2011/2012)
- Наибольшее количество очков за сезон: Марцел Хосса — 54 (35+19) (2009/2010)
- Наибольшее количество штрафных минут за сезон: Дьюи Уэсткотт — 124 (2008/2009)
- Наибольшее количество очков, набранных защитником за один сезон: Сандис Озолиньш — 31 (5+26) (2010/2011)
- Наибольшее количество «сухих» игр за сезон: Мартин Прусек — 6 (2008/2009)

### Плей-офф
- Наибольшее количество заброшенных шайб за плей-офф: Лаурис Дарзиньш и Янис Спруктс — 5 (2010/2011) и (2011/2012)
- Наибольшее количество результативных передач за плей-офф: Микелис Редлихс — 8 (2011/2012)
- Наибольшее количество очков за плей-офф: Лаурис Дарзиньш и Микелис Редлихс — 10 (2010/2011) и (2011/2012)
- Наибольшее количество штрафных минут за плей-офф: Дьюи Уэсткотт — 33 (2008/2009)
- Наибольшее количество очков, набранных защитником за плей-офф: Сандис Озолиньш — 7 (2010/2011)
- Наибольшее количество «сухих» игр за плей-офф: Эдгарс Масальскис — 1 (2009/2010)

## Известные игроки
- Сандис Озолиньш
- Александр Ниживий
- Эдгарс Масальскис
- Марцел Хосса
- Микелис Редлихс
- Лаурис Дарзиньш

## Список главных тренеров клуба
- Юлиус Шуплер (2008—2011)
- Пекка Раутакаллио (2011—2012)
- Артис Аболс (2012—2015)
- Кари Хейккиля (2015—2016)
- Нормундс Сейейс (2016—2017)
- Сандис Озолиньш (2017)
- Гиртс Анкипанс (2017—2020)
- Петерис Скудра (2020—2021)
- Сергей Зубов (2021)
- Валерий Кулибаба (2021) (и.о)
- Владимир Крикунов (2021—2022)